# Astrid Proll
Astrid Proll, née le 29 mai 1947, est une activiste, membre de la Fraction armée rouge et photographe allemande.  

## Biographie
Astrid Proll étudie la photographie. Sœur de Thorwald Proll, elle est membre de la première génération de la Fraction armée rouge. Le 14 mai 1970, elle participe  à l'évasion d'Andreas Baader. Elle est arrêtée le 6 mai 1971. Elle est placée en cellule d'isolement en novembre 1971. Le 4 février 1974, Astrid Proll est libérée sous caution pour raison de santé. Elle s'enfuit en Grande-Bretagne et s'installe à Londres en août 1974. Elle se marie avec Robin Puttick, le 22 janvier 1975. Elle est arrêtée à Londres le 15 septembre 1978. Le mercredi 19 septembre 1979, le tribunal de Francfort décide de la placer en liberté provisoire.
En février 1980, elle est condamnée à cinq ans et demi de prison pour vol et falsification de documents. Elle sort libre de ce procès, car elle a déjà passé les deux tiers de sa condamnation en prison.
Elle étudie la photographie et le cinéma. En 1988, elle est autorisée à revenir en Angleterre. Elle est photographe pour le magazine allemand Tempo (magazine allemand) (de) et le journal britannique The Independent.
En 1998, elle publie Baader-Meinhof : Pictures on the run 67-77.

## Publication
- (en) Baader Meinhof: Pictures on the Run 67-77, 1998, Scalo, 1998, 160 p. (ISBN 978-3931141844)Baader-Meinhof : Pictures on the run 67-77, 1998